# Zaljev sv. Jurja
Zaljev sv. Jurja, poznat i kao Beirutski zaljev, nalazi se na sjevernoj obali grada Beiruta u Libanonu. Rijeka Beirut ulijeva se u zaljev.

## Etimologija
Uvala je dobila ime po svetom Jurju, popularnom svecu među kršćanskim sektama na istoku Sredozemlja.:str. 40.

## Lokacija
Zaljev se nalazi sjeverno od Beiruta i proteže se od rta Ras Beirut, prema istoku, a zatim prema sjeveru sve do marine Dbayeh. Visoke stambene zgrade i hoteli gledaju na zaljev i šetalište Corniche obrubljeno palmama. Beirutska luka, marina i poznata znamenitost hotel Saint George nalaze seauzimajom dijelu zaljeva.

## Legenda
Prema legendi, zaljev je mjesto gdje je sveti Juraj ubio zmaja u špilji koja se nalazi na ušću rijeke Beirut.:str. 39. Nakon što je ubio zmaja, sveti je Juraj oprao ruke u vodama rijeke, za koje su mještani stoljećima vjerovali da imaju ljekovitu vrijednost, pa je mjesto postalo popularno među hodočasnicima, koji su lijepili kamenčiće na zidove špilja ili vezali tkaninu za vrata, a kad bi im se želje ispunile, vratili bi se i odvezali tkanine.:str. 40.

## Športski događaji
Zaljev je bio domaćin svjetskog prvenstva u jedrenju u klasi Fireball 1971. i bio je poprište godišnjeg međunarodnog prvenstva u skijanju na vodi od 1955. do početka rata.

## Vanjske poveznice
|  | Zajednički poslužitelj ima još gradiva o temi Zaljev sv. Jurja |